# Gabriela Koeva
Gabriela Koeva (in bulgaro Габриела Коева?; Pleven, 25 luglio 1989) è una pallavolista bulgara.
Gioca nel ruolo di centrale nel Telekom Bakı Voleybol Klubu.

## Carriera
Gabriela Koeva comincia a giocare a livello professionistico già nel 2002 con un esordio, a soli tredici anni, nelle file della squadra della sua città, lo Spartak '96. Vi gioca per quattro anni fino al trasferimento, nel 2007 al CSKA Sofia, club con il quale riesce a vincere per due anni di fila il campionato bulgaro (2007 e 2008), oltre ad una coppa di Bulgaria (2008).
Già dal 2006 inizia a vestire la maglia della nazionale bulgara, prima nella compagine giovanile ed in seguito nella prima squadra.
Dopo i successi in patria, la giocatrice viene ingaggiata dal blasonato club svizzero del Volleyballclub Voléro Zürich, con il quale vince due campionati, due coppe svizzere e una supercoppa.
Nella stagione 2011-12 si trasferisce in Italia, in serie A1, ingaggiata dalla Pallavolo Villanterio di Pavia. La stagione successiva passa al Beşiktaş Jimnastik Kulübü.

## Palmarès

### Nazionale (competizioni minori)
- European League 2012
- European League 2013